# Madan Kumar Bhandari

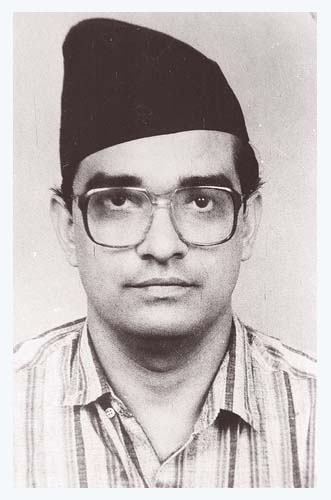
Madan Bhandari

Madan Kumar Bhandari, nepalesisch मदन कुमार भण्डारी (* 27. Juni 1952 in Taplejung, Nepal; † 16. Mai 1993) war ein nepalesischer Politiker der Kommunistischen Partei Nepals – Vereinigte Marxisten-Leninisten.

## Jugend
Er studierte in Varanasi, in Indien, dort wurde er auch Mitglied des Zentralkomitees der Janabadi Sanskritik Morcha, einer von Pushpa Lal Shrestha gegründeten Studentenorganisation.

## Politische Karriere
Bald darauf verließ er bereits den Zirkel um Pushpa Lal Shrestha und wurde Gründungsmitglied der Kommunistischen Partei von Nepal, welche 1991 in die Kommunistische Partei Nepals – Vereinigte Marxisten-Leninisten aufging, deren erster Generalsekretär er wurde. Während dieser Zeit wurde er als derjenige wahrgenommen, der die Partei auf einem sozialdemokratischen Kurs einte.

## Tod
Bhandari starb unter mysteriösen Umständen im Jahr 1993 an einem Autounfall. Bei diesem Autounfall verstarb neben ihm auch Jeev Raj Ashrit, ein weiteres führendes Mitglied der Kommunisten Nepals, nur der Fahrer überlebte den Unfall. Vielfach wurde behauptet, es habe sich hierbei um einen geplanten Mord, seitens antikommunistischer Kreise, gehandelt. Nach seinem Tod wurde die Madan-Ashrit-Memorial-Foundation (MAMF) nach ihm sowie Jeev Raj Ashrit benannt. Seine Witwe, Bidhya Devi Bhandari, war von 2015 bis 2023 Staatspräsidentin Nepals.